# Инженер-конструктор
Рабочий стол и кульман советского инженера-конструктора в экспозиции музея УЗТМ
Инжене́р-констру́ктор (Инженер-дизайнер) — специалист, чья деятельность (работа) необходима для разработки и создания конечного (целевого) продукта из продуктов и ресурсов существующего материального производства. Например: инженер-конструктор деревообрабатывающего и мебельного производства, инженер-конструктор стальных конструкций и т. д. Под созданием конечного (целевого) продукта при этом понимают объединение продуктов (ресурсов), например: сборка, монтаж, сварка, бетонирование, формовка и т. д.
Также инженер, разработчик конструкций, инструмента и механизмов электросхем.
В странах Запада, особенно в США, конструкторами традиционно называют инженеров-электротехников, собственно инженеров-конструкторов, инженеров-строителей и др. Также в США профессии архитектора и инженера-проектировщика считаются тесно связанными с конструкторскими.

## Терминология
В русском языке в начале 1990-х годов появилось слово «дизайнер», обозначающее творческую деятельность, направленную на создание эстетичных и эргономичных технических средств. При переводе иностранных публикаций и особенно теле- и радиопередач переводчики очень часто забывают, что англ. designer имеет несколько значений, которые переводятся по-разному. Также нельзя путать конструктора с чертёжником, который лишь изображает чертёж в соответствии с государственным стандартом (ЕСКД) и не занимается непосредственно разработкой. Как правило, конструктор ведёт разработку, изображая чертёж самостоятельно.

## Функции инженера-конструктора
Обычно конструктор получает от промышленного дизайнера и маркетологов основную идею разработки, ожидания клиентов, и также запрашиваемые технические характеристики, что в совокупности, выраженное в согласованном документе, является техническим заданием на разработку. После чего начинается процесс конструирования. Часто разработки должны соответствовать возможностям производства, доступным материалам, квалификации работников, имеющейся упаковке и возможным способам доставки до потребителя.
Работа инженера-конструктора заключается фактически в разработке информационной модели изделия и выдаче конструкторской документации производству. Для этого инженеру-конструктору необходимо представлять варианты конструкции изделия, обосновать лучший вариант конструкции, выполнить сборочный чертёж, спецификацию и деталировку.
В практике зарубежных компаний менее квалифицированный труд, такой как оформление документации, подсчёт крепежа и тп., часто отдаётся занимающимся данными направлениями младшим специалистам (драфтерам (англ. drafter, то есть чертёжникам), в России в основном это выполняют инженеры-конструкторы низшей категории или техники, имеющие среднее специальное образование.
Кроме этого, совместно с инженером-технологом осуществляются анализ детали на технологичность (доработка конструкции изделия для удобства изготовления на том или ином технологическом оборудовании) и нормативный контроль (соответствие чертежа нормативным документам, правильность оформления).
Если разрабатываемое оборудование оказывает влияние на общественную безопасность, то для осуществления такой деятельности требуется лицензия. Например, в США может потребоваться лицензия «профессионального инженера». В России лицензию на право осуществления соответствующей разработки должна получить организация-разработчик.

### В России
В практике отечественных государственных предприятий ещё с советских времён принято следующее разделение конструкторов по категориям:
- без категории — выполняет простейшие работы под контролем более опытных сотрудников.
- 3 категория — то же, что и без категории, кроме того, выполняет чертежи простейших сборочных единиц под контролем.
- 2 категория — то же, что и 3 категория, кроме того, разрабатывает отдельные сборочные единицы невысокой сложности.
- 1 категория — то же, что и 2 категория, кроме того, разрабатывает узлы и агрегаты по заданию ведущего.
- ведущий — разрабатывает основы конструкции, кинематики механизма, осуществляет общую координацию разработки и т. д.
- главный (генеральный) — осуществляет общее управление конструкторскими подразделениями предприятия и координацию их действий.

## Влияние САПР
В то же время развитие компьютерных технологий (прежде всего, трёхмерной графики и математического моделирования) обусловило появления различных САПР — как двухмерных (например, широко известный Autodesk AutoCAD и российский Компас — График), так и трёхмерных (например, Autodesk Inventor, SolidWorks, Pro/ENGINEER, Bocad-3D, CATIA, Siemens PLM Software, отечественные САПР Компас 3D, T-FLEX CAD). САПР размывают границы между упомянутыми категориями «без категории», 3 и 2 ввиду очевидных преимуществ и возможностей, предоставляемых САПР. Например, САПР позволяют создавать модель детали в наглядном представлении и размещать её в сборке, а также позволяют генерировать чертёж по имеющейся модели детали. Подробнее о САПР см. соответствующую статью. САПР упрощает поиск и проверку технического решения, но, конечно же, не может полностью автоматизировать этот процесс.

## Конструкторская подготовка производства
В ответственность некоторых конструкторов входит создание прототипов, после чего прототип подвергается критике и пересмотру. Прототипы бывают действующими моделями и недействующими (макетами). Действующую модель испытывают, а имитацию используют для определения эстетических параметров, а также соответствию заданию. Определяются и устраняются все возможные несоответствия. На этом этапе конструкторская разработка изделия завершается, конструкторская документация передаётся в технический архив. Далее специалист по подготовке производства совместно с инженером-технологом разрабатывают техпроцесс. Также на этом этапе начинается разработка упаковки.
Когда после многочисленных изменений прототип завершён и детали изготовлены, начинается сборка опытного образца. Ведущий конструктор изделия совместно с инженером по качеству и начальником сборочного цеха обсуждают замечания по опытному образцу и проблемы в процессе сборки. Также часто используются статистические методы контроля. Вариации изделий соответствуют определённым аспектам техпроцесса и взаимно уничтожаются. Наиболее общий используемый показатель — коэффициент производительности процесса Cpk. Показатель Cpk = 1.0 считается минимальным для постановки изделия в производство.
Чем креативнее и качественнее, проанализировав, решение при разработке применил конструктор, тем меньше затрат уйдёт на изготовление продукта — ресурсы, время изготовления, цена комплектующих, способ и простота изготовления и др.
Инженер конструктор несёт ответственность за полный цикл решения задачи от идеи до готового продукта, его монтажа, срока годности, безопасности и др. На каждом техническом документе ставиться его подпись, чем заверяется полная работоспособность идеи, то есть человек осознанно готов нести всю ответственность за дальнейший путь изделия: деньгами, временем, энергией, вложением сил и исправлением неправильно принятого решения.
Конструктор может сопровождать изделие и вносить изменения и модификации в течение всего времени производства изделия. Этот принцип иногда называют «от колыбели до могилы».

## Какие нужны требования к образованию для работы инженером-конструктором
От конструктора, как правило, требуется следующее:
- высшее, незаконченное высшее или среднеспециальное образование (техник-конструктор)
- квалификация инженера-конструктора
- знания основных («типовых») конструкций и их элементов по тематике разработки;
- знания приёмов создания технологичных, экономичных и эффективных конструкций;
- знания основных технологий и способов производства.

В других странах для соискателей выдвигаются аналогичные требования:
- звание бакалавра наук по конструированию в аккредитованном образовательном учреждении;
- опыт или знание методов конструирования, технологии производства.

Желающие обучаться по специальности инженер-конструктор могут посещать дополнительные занятия по аналитической геометрии, физике и моделированию.

## Обязанности инженера-конструктора в России
1. Разрабатывает эскизные, технические и рабочие проекты особо сложных, сложных и средней сложности изделий, используя средства автоматизации проектирования, передовой опыт конкурентоспособных изделий, обеспечивает при этом соответствие разрабатываемых конструкций техническим заданиям, стандартам, нормам охраны труда и техники безопасности, требованиям наиболее экономичной технологии производства, а также использование в них стандартизованных и унифицированных деталей и сборочных единиц.
2. Проводит патентные исследования и определяет показатели технического уровня проектируемых изделий.
3. Составляет кинематические схемы, общие компоновки и теоретические увязки отдельных элементов конструкций на основании принципиальных схем и эскизных проектов, проверяет рабочие проекты и осуществляет контроль чертежей по специальности или профилю работы, снимает эскизы сложных деталей с натуры и выполняет сложные деталировки.
4. Проводит технические расчёты по проектам, технико-экономический и функционально-стоимостной анализ эффективности проектируемых конструкций, а также расчёт рисков при разработке новых изделий, составляет инструкции по эксплуатации конструкций, пояснительные записки к ним, карты технического уровня, паспорта (в том числе патентные и лицензионные), программы испытаний, технические условия, извещения об изменениях в ранее разработанных чертежах и другую техническую документацию.
5. Изучает и анализирует поступающую от других организаций конструкторскую документацию в целях её использования при проектировании и конструировании.
6. Согласовывает разрабатываемые проекты с другими подразделениями предприятия, представителями заказчиков и органов надзора, экономически обосновывает разрабатываемые конструкции.
7. Участвует в монтаже, наладке, испытаниях и сдаче в эксплуатацию опытных образцов изделий, узлов, систем и деталей новых и модернизированных конструкций, выпускаемой предприятием продукции, в составлении заявок на изобретения и промышленные образцы, а также в работах по совершенствованию модернизации, унификации конструируемых изделий, их элементов и в разработке проектов стандартов и сертификатов.
8. Даёт отзывы и заключения на проекты стандартов, рационализаторские предложения и изобретения, касающиеся отдельных элементов и сборочных единиц.

Требования
Инженер-конструктор должен знать:
- постановления, распоряжения, приказы, другие нормативные и методические материалы, касающиеся конструкторской подготовки производства;
- системы и методы проектирования;
- принципы работы, условия монтажа и технической эксплуатации проектируемых конструкций, технологию их производства;
- перспективы технического развития предприятия;
- оборудование предприятия, применяемые оснастку и инструмент;
- технические характеристики и экономические показатели лучших отечественных и зарубежных образцов изделий, аналогичных проектируемым;
- технические требования, предъявляемые к разрабатываемым конструкциям, порядок их сертификации;
- стандарты, методики и инструкции по разработке и оформлению чертежей и другой конструкторской документации;
- средства автоматизации проектирования;
- современные средства вычислительной техники, коммуникаций и связи;
- методы проведения технических расчётов при конструировании;
- применяемые в конструкциях материалы и их свойства;
- порядок и методы проведения патентных исследований;
- основы изобретательства;
- методы анализа технического уровня объектов техники и технологии;
- основные требования организации труда при проектировании и конструировании;
- основы технической эстетики и художественного конструирования;
- основы систем автоматизированного проектирования;
- передовой российский и зарубежный опыт конструирования аналогичной продукции;
- основы экономики, организации труда и управления;
- основы трудового законодательства Российской Федерации;
- правила внутреннего трудового распорядка;
- правила и нормы охраны труда, техники безопасности, производственной санитарии и противопожарной защиты[5].